# Acalolepta sericans
Acalolepta sericans là một loài bọ cánh cứng trong họ Cerambycidae.